# Дера-Гази-Хан
Дера-Гази-Хан (урду ڈیرہ غازی خان‎, англ. Dera Ghazi Khan, сокр. D. G. Khan, з.-пандж. ڈیرہ غازی خان) — город в пакистанской провинции Пенджаб, административный центр одноимённого округа.

## Географическое положение
Центр города располагается на высоте 120 м над уровнем моря.

## Демография
| 1961   | 1972   | 1981    | 1998    | 2012    |
| ------ | ------ | ------- | ------- | ------- |
| 47 105 | 72 343 | 102 007 | 188 149 | 243 564 |

## Транспорт
В Дера-Гази-Хане есть аэропорт.

## Промышленность
В городе расположены текстильные фабрики и заводы по производству химических веществ.